# Syrmatia dorilas
Syrmatia dorilas är en fjärilsart som beskrevs av Pieter Cramer 1775. Syrmatia dorilas ingår i släktet Syrmatia och familjen Riodinidae. Inga underarter finns listade i Catalogue of Life.